# شب‌دوست پرنس دمیدوف
شب‌دوست پرنس دمیدوف(نام علمی: Galago demidoff) نام یک گونه از سرده شب‌دوست کوچک است.